# Homestead (Nowy Meksyk)
Homestead – jednostka osadnicza w Stanach Zjednoczonych, w stanie Nowy Meksyk, w hrabstwie Catron.